# West Sullivan (Misuri)
West Sullivan es un pueblo ubicado en el condado de Crawford en el estado estadounidense de Misuri. En el Censo de 2010 tenía una población de 119 habitantes y una densidad poblacional de 126,92 personas por km².

## Geografía
West Sullivan se encuentra ubicado en las coordenadas 38°11′31″N 91°11′30″O / 38.19194, -91.19167. Según la Oficina del Censo de los Estados Unidos, West Sullivan tiene una superficie total de 0.94 km², de la cual 0.94 km² corresponden a tierra firme y (0%) 0 km² es agua.

## Demografía
Según el censo de 2010, había 119 personas residiendo en West Sullivan. La densidad de población era de 126,92 hab./km². De los 119 habitantes, West Sullivan estaba compuesto por el 98.32% blancos, el 0% eran afroamericanos, el 0% eran amerindios, el 0% eran asiáticos, el 0% eran isleños del Pacífico, el 1.68% eran de otras razas y el 0% pertenecían a dos o más razas. Del total de la población el 1.68% eran hispanos o latinos de cualquier raza.